# Ладзари, Сильвио
Си́львио Ладза́ри (итал. Sylvio Lazzari, также Лазари́, фр. Lazzari, имя при рождении Йозеф Фортунат Сильвестер Лаццари, нем. Josef Fortunat Silvester Lazzari; 30 декабря 1857, Больцано — 10 июня 1944, Сюрен) — французский композитор тирольского происхождения.

## Биография
Изучал право в Инсбруке и Мюнхене, в 1882 году защитил диссертацию доктора права в Вене. В том же году поступил в Парижскую консерваторию, где учился у Шарля Гуно и Эрнеста Гиро. Окончив курс, Ладзари остался во Франции навсегда, в 1896 году получил французское гражданство. Особенно тесно его музыкальная карьера была связана с Бретанью, послужившей источником вдохновения для многих его сочинений. Кроме того, Ладзари возглавлял Вагнеровское общество в Париже, некоторое время руководил хором Оперы Монте-Карло.
Сумрачный вагнеровский колорит чувствуется во многих произведениях Ладзари, однако он не чужд и влиянию импрессионизма. Наибольшее значение имеют две из четырёх опер Ладзари — «Прокажённая» (фр. La Lépreuse; 1912) и «Маяк» (фр. La Tour de feu; 1928), а также симфония (1907), симфоническая картина «Ночное впечатление» (фр. Effet de nuit; 1904) по мотивам поэзии Поля Верлена и посвящённая Эжену Изаи соната для скрипки и фортепиано (1894). Специалисты также отмечают, что струнный квартет Ладзари (1888) мог повлиять на написанный годом позже квартет Сезара Франка (в целом, разумеется, напротив, оказавшего значительное влияние на Ладзари).
Альбом с произведениями Ладзари записал с Московским симфоническим оркестром дирижёр Адриано.